# Karl Patteisky
Karl Patteisky (* 16. April 1891 in Großolbersdorf, heute im Okres Nový Jičín, Österreichisch-Schlesien; † 16. Oktober 1968 in Bochum) war ein österreichischer Geologe.

## Leben
Der Beamtensohn Patteisky absolvierte die Matura an der Staatsoberrealschule in Troppau. 1909 begann er mit dem Studium des Bergfachs an der Montanistischen Hochschule in Leoben. 1910 wurde er Mitglied des Corps Erz. 1913 schloss er seine Studien als Bergingenieur ab. Er trat anschließend als Einjährig-Freiwilliger beim K.u.k. Husarenregiment „Ferdinand I. König der Bulgaren“ Nr. 11 in die Gemeinsame Armee und blieb bis 1918 Soldat, zuletzt als Angehöriger eines Gebirgsbataillons an der Italienfront (Erster Weltkrieg).
1918 wurde Patteisky Betriebsingenieur am Michaelisschacht der Graf Wilczekschen Steinkohlengruben in Schlesisch-Ostrau. Nach seiner Ernennung zum Bergdirektor noch im Ersten Weltkrieg wurde er Leiter der gesamten Graf Wilczekschen Steinkohlengruben und Kokswerke in Ostrau-Karwiner Revier. Schon damals begann er mit wissenschaftlichen Arbeiten auf dem Gebiet der Karbon-Geologie. 1923 promovierte er in Leoben zum Dr. rer. mont., 1924 auch in Pribram, da die Tschechoslowakei im Ausland erworbene akademische Grade nicht voll anerkannte. Patteisky bearbeitete in den folgenden Jahren das schlesische Steinkohlen-Revier neu und verfasste annähernd 400 wissenschaftliche Arbeiten. Durch seine Vorträge und Aufsätze erwarb er sich auf dem Gebiet der Karbon-Geologie einen Ruf als internationaler Fachmann.
Nach dem Zweiten Weltkrieg und der Vertreibung der Deutschen aus der Tschechoslowakei kam er ins Ruhrgebiet. 1949  wurde er Mitarbeiter der geologischen Abteilung der Westfälischen Berggewerkschaftskasse in Bochum. 1952 übernahm er die Leitung der Forschungsstelle für Gebirgsdruck und Schlagwetter. 1956 wurde er Dozent an der Montanistischen Hochschule in Leoben, 1964 Honorarprofessor an der Universität Wien.

## Schriften
- Grubengas- und Schlagwetterkunde. (Unter Berücksichtigung sonstiger den Bergbau gefährdenden Gase). Ein Handbuch für den praktischen Bergbaubetrieb. Kartenberg, Herne 1963.